# 吉川実経
吉川 実経（きっかわ さねつね）は、南北朝時代の武将。安芸国国人・吉川氏の一門。

## 生涯
吉川経長の子として生まれる。この頃の吉川氏宗家の当主は吉川経盛・経秋であったが、勢力は弱く分家の石見吉川氏が勢力を拡大していた。実経は吉川氏宗家の主力として戦った。
元徳3年（1331年）、父経長より所領を一部譲られた。南北朝の騒乱では、足利尊氏に従う武田氏信に協力し、建武2年（1335年）12月に挙兵。熊谷蓮覚とその子直村、甥の直統らが籠る矢野城を攻撃し、落城させた。この戦いで一門の吉川師平が討死した。
建武3年（1336年）に尊氏が新田義貞に敗れて九州に下向すると、義貞の御教書を奉じて南朝方に味方した。その後北朝に帰参し、興国4年/康永2年（1343年）、上野頼兼や益田兼見、武田氏信と共に、高津孫三郎や波多野彦五郎、河越安芸守らの籠る大多和城を攻撃。猛攻の末に降伏させた。
正平5年/貞和6年、観応元年(1350年)7月には石見国御坂峠で高津長幸らの攻撃に遭い敗北している。同年、武田氏信らと寺原時親の籠る寺原城を降伏させた。それに続いて山県為継、壬生道忠らの籠る猿喰城も攻略した。毛利親衡が籠城する坂城の攻略には失敗し、翌年今川頼貞らの援軍を得た南朝方によって撃退された。
正平7年/観応3年、文和元年（1352年）5月には、足利直冬方となった毛利元春と戦い琴崎城を落城させた。元春は吉田郡山城に逃亡したが、翌月には降伏した。
正平18年/貞治2年（1363年）には所領を子の虎熊丸に譲ったが夭折。最終的には吉川経兼の子経見を養子とした。